# Theridion parvulum
Theridion parvulum är en spindelart som beskrevs av John Blackwall 1870. Theridion parvulum ingår i släktet Theridion och familjen klotspindlar. Inga underarter finns listade i Catalogue of Life.